# Ібрагімов Рахім Кірейович
Рахім Кірейович Ібрагімов (нар. 15 серпня 1904, село Іткул Усерганської волості Орського повіту Оренбурзької губернії, тепер село Іткулово Зіанчуринського району Республіки Башкортостан, Російська Федерація — 20 грудня 1971, місто Уфа, тепер Російська Федерація) — радянський діяч, голова Президії Верховної Ради Башкирської АРСР. Депутат Верховної Ради Російської РФСР 1-го скликання, заступник голови Президії Верховної Ради РРФСР. Депутат Верховної Ради СРСР 1-го скликання (1937—1946).

## Біографія
Народився в багатодітній родині селянина-середняка. У дев'ятирічному віці втратив батька, а у десятирічному віці — матір.
З 1915 року наймитував, п'ять років працював у заможного селянина Куриліна на хуторі Аполонську Оренбурзької губернії. Потім — робітник сплаву лісу на річках Зілаїр і Саїмар. У 1925 році вступив до комсомолу.
У 1925—1929 роках — курсант Об'єднаної татарсько-башкирської військової школи імені Татарського ЦВК у місті Казані.
З 1929 по 1937 рік служив у Червоній армії: командир взводу, викладач школи молодших командирів, з 1932 року — помічник командира роти, з 1934 року — командир роти, батальйону, помічник командира полку в містах Белебеї і Стерлітамаці.
Член ВКП(б) з 1930 року.
20 жовтня 1937 — 25 липня 1938 року — в.о. голови Центрального виконавчого комітету Башкирської АРСР.
У липні 1938 — 18 листопада 1946 року — голова Президії Верховної Ради Башкирської АРСР. Під час війни Ібрагімов був одним з ініціаторів створення Башкирської кавалерійської дивізії РСЧА. У листопаді 1941 року став членом комісії з її формування і матеріального забезпечення.
18 листопада 1946 — 1953 року — міністр харчової промисловості Башкирської АРСР.
Потім — на пенсії в місті Уфі Башкирської АРСР.

## Звання
- старший лейтенант

## Нагороди
- орден Леніна (1944)
- орден «Знак Пошани» (1949)
- орден Червоної Зірки (16.08.1936)
- медалі